# Kyle Kuzma
Kyle Alexander Kuzma (Flint, Míchigan, 24 de julio de 1995) es un baloncestista estadounidense que pertenece a la plantilla de los Milwaukee Bucks de la NBA. Con 2,06 metros de estatura, juega en la posición de ala-pívot.

## Trayectoria deportiva

### Primeros años
Jugó en su etapa de secundaria en el Bentley High School de Míchigan, donde en su última temporada promedió 22 puntos y 7 rebotes por partido, siendo elegido el ala-pívot número 25 de todo el país.

### Universidad
Jugó tres temporadas con los Utes de la Universidad de Utah, en las que promedió 10,1 puntos, 5,5 rebotes y 1,5 asistencias por partido. En su última temporada fue incluido en el mejor quinteto de la Pac-12 Conference, tras promediar 16,4 puntos y 9,3 rebotes.

#### Estadísticas
| Año     | Equipo    | PJ | PT | MPP  | %TC  | %3P  | %TL  | RPP | APP | ROB | TPP | PPP  |
| ------- | --------- | -- | -- | ---- | ---- | ---- | ---- | --- | --- | --- | --- | ---- |
| 2014–15 | Utah Utes | 31 | 0  | 8.1  | .456 | .324 | .556 | 1.8 | .6  | .0  | .2  | 3.3  |
| 2015–16 | Utah Utes | 36 | 35 | 24.1 | .522 | .255 | .611 | 5.7 | 1.4 | .3  | .4  | 10.8 |
| 2016–17 | Utah Utes | 29 | 29 | 30.8 | .504 | .321 | .669 | 9.3 | 2.4 | .6  | .5  | 16.4 |
| Total   | Total     | 96 | 64 | 21.0 | .506 | .302 | .631 | 5.5 | 1.5 | .3  | .4  | 10.1 |

### Profesional

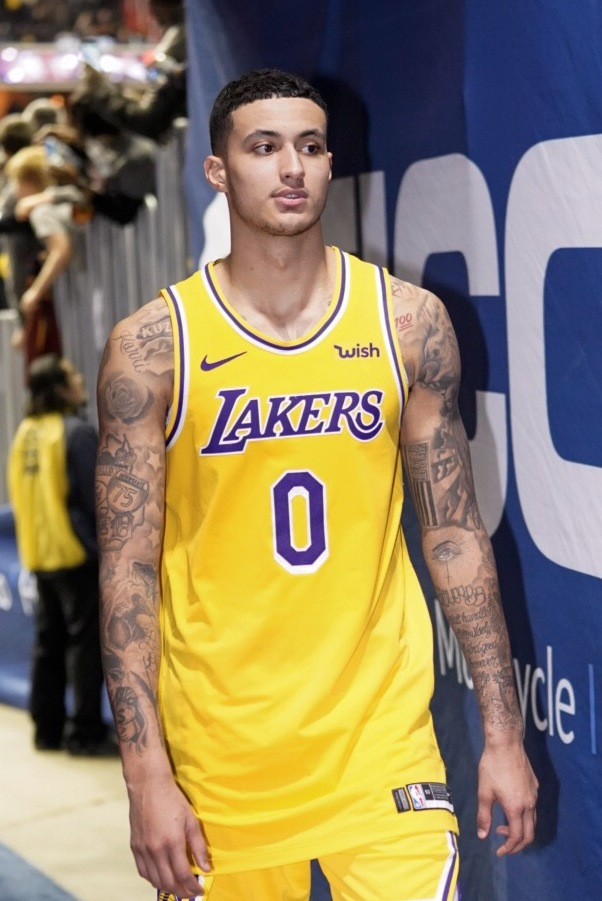
Kuzma con Los Angeles Lakers en diciembre de 2018.

Fue elegido en la vigésimo séptima posición del Draft de la NBA de 2017 por los Brooklyn Nets, pero esa misma noche fue traspasado junto a Brook Lopez a Los Angeles Lakers a cambio de D'Angelo Russell y Timofey Mozgov. Disputó las Ligas de Verano de la NBA con los Lakers, siendo el gran protagonista de la final, en la que derrotaron a los Portland Trail Blazers, logrando 30 puntos y 10 rebotes. En total disputó seis partidos en los que promedió 20,5 puntos, 5,8 rebotes y 3,0 asistencias.
Debutó como profesional en partido oficial el 19 de octubre, ante Los Angeles Clippers, logrando 8 puntos, 4 rebotes y 1 asistencia.
El 3 de noviembre de 2017, en su primer partido como titular, consiguió su primer doble-doble, con 21 puntos y 13 rebotes en la victoria frente a Brooklyn Nets. El 17 de noviembre, registró otro doble-doble anotando 30 puntos, con 10 rebotes, en la derrota frente a Phoenix Suns. Kuzma fue nombrado Rookie del Mes de la Conferencia Oeste por sus partidos disputados entre octubre y noviembre.
En su segunda temporada, el 16 de febrero de 2019, es citado para disputar el Rising Stars Challenge celebrado durante el All-Star Weekend de 2019, donde su equipo se llevó la victoria y él fue nombrado MVP.
En su tercer año en Los Ángeles, el 11 de octubre de 2020 se proclama campeón de la NBA por primera vez en su carrera tras vencer a Miami Heat en la final de la NBA.
El 20 de diciembre de 2020, acuerda una extensión de contrato con los Lakers, por 3 años y $39 millones.
El 29 de julio de 2021, durante la noche del draft de la NBA, se hace oficial su traspaso a Washington Wizards junto a Kentavious Caldwell-Pope y Montrezl Harrell, a cambio de Russell Westbrook.
El 9 de enero de 2022, ante Orlando Magic, registró un doble-doble de 27 puntos y 22 rebotes. El 10 de febrero ante Brooklyn Nets, registra su primer triple-doble con 15 puntos, 13 rebotes y 10 asistencias.
Durante su segunda temporada en Washington, el 13 de enero de 2023 ante New York Knicks anota 40 puntos.
En junio de 2023, acuerda una extensión de contrato con los Wizards por 4 años y $102 millones.
Durante su cuarta temporada con los Wizards, el 5 de febrero de 2025, es traspasado, junto Patrick Baldwin Jr. a Milwaukee Bucks, a cambio de Khris Middleton y AJ Johnson.

## Estadísticas de su carrera en la NBA
|  | Denota temporadas en las que su equipo fue Campeón de la NBA |

### Temporada regular
| Año     | Equipo      | PJ  | PT  | MPP  | %TC  | %3P  | %TL  | RPP | APP | ROB | TPP | PPP  |
| ------- | ----------- | --- | --- | ---- | ---- | ---- | ---- | --- | --- | --- | --- | ---- |
| 2017-18 | L.A. Lakers | 77  | 37  | 31.2 | .450 | .366 | .707 | 6.3 | 1.8 | .6  | .4  | 16.1 |
| 2018-19 | L.A. Lakers | 70  | 68  | 33.1 | .456 | .303 | .752 | 5.5 | 2.5 | .6  | .4  | 18.7 |
| 2019-20 | L.A. Lakers | 61  | 9   | 25.0 | .436 | .316 | .735 | 4.5 | 1.3 | .5  | .4  | 12.8 |
| 2020-21 | L.A. Lakers | 68  | 32  | 28.7 | .443 | .361 | .691 | 6.1 | 1.9 | .5  | .6  | 12.9 |
| 2021-22 | Washington  | 66  | 66  | 33.4 | .452 | .341 | .712 | 8.5 | 3.5 | .6  | .9  | 17.1 |
| 2022-23 | Washington  | 64  | 64  | 35.0 | .448 | .333 | .730 | 7.2 | 3.7 | .6  | .5  | 21.2 |
| 2023-24 | Washington  | 70  | 70  | 32.6 | .463 | .336 | .775 | 6.6 | 4.2 | .5  | .7  | 22.2 |
| 2024-25 | Washington  | 32  | 30  | 27.7 | .420 | .281 | .602 | 5.8 | 2.5 | .6  | .2  | 15.2 |
| 2024-25 | Milwaukee   | 33  | 32  | 31.8 | .455 | .333 | .663 | 5.6 | 2.2 | .5  | .4  | 14.5 |
| Total   | Total       | 541 | 408 | 31.2 | .450 | .334 | .721 | 6.3 | 2.7 | .6  | .5  | 17.0 |

### Playoffs
| Año   | Equipo      | PJ | PT | MPP  | %TC  | %3P  | %TL  | RPP | APP | ROB | TPP | PPP  |
| ----- | ----------- | -- | -- | ---- | ---- | ---- | ---- | --- | --- | --- | --- | ---- |
| 2020  | L.A. Lakers | 21 | 0  | 23.0 | .430 | .313 | .784 | 3.1 | .8  | .3  | .3  | 10.0 |
| 2021  | L.A. Lakers | 6  | 0  | 21.5 | .292 | .174 | .667 | 3.8 | 1.2 | .3  | .2  | 6.3  |
| 2025  | Milwaukee   | 5  | 4  | 20.4 | .343 | .200 | .500 | 2.2 | .8  | .0  | .2  | 5.8  |
| Total | Total       | 32 | 4  | 22.3 | .393 | .276 | .731 | 3.1 | .9  | .3  | .3  | 8.6  |

## Vida personal
Kyle mantiene una relación con la modelo canadiense Winnie Harlow desde 2020. La pareja anunció su compromiso matrimonial en febrero de 2025 en redes sociales.